# Livø
Livø – duńska wyspa, znajdująca się w Limfjorden. Administracyjnie należy do regionu Jutlandia Północna.

## Krótki opis
Ma powierzchnię 331 ha i jest na stałe zamieszkana przez 10 osób (2017 r.). Od 1977 roku wyspa stanowi obszar chroniony – nie można się po niej poruszać samochodem, niedozwolone jest również przebywanie psów. W sezonie letnim dostępne są liczne połączenia promowe pomiędzy wyspą a Rønbjerg.

## Historia
Wyspa zamieszkana była od epoki kamienia. W średniowieczu stanowiła własność opactwa Vitskøl. Od 1911 roku służyła za miejsce odosobnienia dla przestępców. Obecnie stanowi głównie cel wycieczkowy ze względu na walory przyrodnicze. Odbywa się na niej również Livo Jazz Festival.